# Veronika Vojtová
Veronika Vojtová (7 de febrero de 1990) es una deportista checa que compite en piragüismo en la modalidad de eslalon.
Ganó cinco medallas en el Campeonato Mundial de Piragüismo en Eslalon entre los años 2015 y 2019, y cinco medallas en el Campeonato Europeo de Piragüismo en Eslalon entre los años 2014 y 2021.

## Palmarés internacional
| Campeonato Mundial | Campeonato Mundial      | Campeonato Mundial | Campeonato Mundial |
| Año                | Lugar                   | Medalla            | Competición        |
| ------------------ | ----------------------- | ------------------ | ------------------ |
| 2015               | Londres (Reino Unido)   | Medalla de oro     | K1 por equipos     |
| 2017               | Pau (Francia)           | Medalla de bronce  | C2 mixto           |
| 2018               | Río de Janeiro (Brasil) | Medalla de bronce  | C2 mixto           |
| 2019               | Seo de Urgel (España)   | Medalla de plata   | K1 por equipos     |
| 2019               | Seo de Urgel (España)   | Medalla de bronce  | C2 mixto           |
| Campeonato Europeo |                         |                    |                    |
| Año                | Lugar                   | Medalla            | Competición        |
| 2014               | Viena (Austria)         | Medalla de oro     | K1 por equipos     |
| 2018               | Praga (República Checa) | Medalla de bronce  | K1 por equipos     |
| 2020               | Praga (República Checa) | Medalla de oro     | K1 por equipos     |
| 2021               | Ivrea (Italia)          | Medalla de bronce  | K1 extremo         |
| 2021               | Ivrea (Italia)          | Medalla de bronce  | K1 por equipos     |